# Barra Mansa
Barra Mansa és un municipi localitzat a l'Estat brasiler de Rio de Janeiro. La seva població era 175,328 (2005) i la seva àrea és 547 km²;.